# 烏拉圭經濟
烏拉圭經濟的特徵是出口導向型的農業和受到良好教育的勞動力。在1996年至1998年期間，烏拉圭經濟的平均年成長率達5%。但在1999年至2002年，由於兩大鄰國阿根廷和巴西經濟蕭條，烏拉圭經濟出現大幅下滑，烏拉圭比索急劇貶值，銀行爆發擠兌，四年內GDP總量減少近20%。2002年是烏拉圭經濟最差的一年，失業率和通貨膨脹率大幅上升，外債則翻了一倍。之後烏拉圭經濟恢復增長。2004年至2008年，烏拉圭經濟年成長率平均為8%。2008年至2009年的世界金融危機導致烏拉圭經濟成長率在2009年下降至2.9%，但烏拉圭還是實現了經濟成長。2010年，烏拉圭經濟成長率超過7%。烏拉圭經濟部分美元化，2008年8月時60%的銀行貸款使用美元，但大部分交易仍使用烏拉圭比索。